# Isaías Violante
Isaías Violante Romero (Veracruz, 20 ottobre 2003) è un calciatore messicano, attaccante del Toluca.

## Caratteristiche tecniche
È un'ala sinistra.

## Carriera

### Club
È cresciuto nel settore giovanile del Toluca, con cui ha debuttato il 18 ottobre 2020 nell'incontro di Liga MX perso 1-0 contro il Pumas UNAM. Ha segnato il suo primo gol il 24 aprile 2024 nell'incontro perso 4-2 contro l'Atlas.

### Nazionale
Ha giocato con le nazionali giovanili messicane Under-16, Under-19, Under-20 ed Under-23.
Nel 2023 con la nazionale messicana Under-23 ha partecipato ai XXIV Giochi centramericani e caraibici vincendo la medaglia d'oro.

## Statistiche

### Presenze e reti nei club
Statistiche aggiornate al 4 marzo 2025.
| Stagione        | Squadra         | Campionato      | Campionato | Campionato | Coppe nazionali | Coppe nazionali | Coppe nazionali | Coppe continentali | Coppe continentali | Coppe continentali | Altre coppe | Altre coppe | Altre coppe | Totale | Totale | Totale |
| Stagione        | Squadra         | Comp            | Pres       | Reti       | Comp            | Pres            | Reti            | Comp               | Pres               | Reti               | Comp        | Pres        | Reti        | Pres   | Reti   |        |
| --------------- | --------------- | --------------- | ---------- | ---------- | --------------- | --------------- | --------------- | ------------------ | ------------------ | ------------------ | ----------- | ----------- | ----------- | ------ | ------ | ------ |
| 2020-2021       | Toluca          | LMX             | 5          | 0          | -               | -               | -               | -                  | -                  | -                  | -           | -           | -           | 5      | 0      |        |
| 2021-2022       | Toluca          | LMX             | 7          | 1          | -               | -               | -               | -                  | -                  | -                  | -           | -           | -           | 7      | 1      |        |
| 2022-2023       | Toluca          | LMX             | 12         | 0          | -               | -               | -               | -                  | -                  | -                  | -           | -           | -           | 12     | 0      |        |
| 2023-2024       | Toluca          | LMX             | 10         | 0          | -               | -               | -               | -                  | -                  | -                  | LC          | 0           | 0           | 10     | 0      |        |
| 2024-2025       | Toluca          | LMX             | 22         | 6          | -               | -               | -               | -                  | -                  | -                  | LC          | 0           | 0           | 22     | 6      |        |
| Totale carriera | Totale carriera | Totale carriera | 56         | 7          |                 | -               | -               |                    | -                  | -                  |             | 0           | 0           | 56     | 7      |        |

## Palmarès

### Club
- Campionato messicano: 1

Toluca: 2024-2025 (Clausura)

### Nazionale
- Giochi centramericani e caraibici: 1

San Salvador 2023